# Euseius wyebo
Euseius wyebo är en spindeldjursart som först beskrevs av Schicha och Corpuz-Raros 1992.  Euseius wyebo ingår i släktet Euseius och familjen Phytoseiidae. Inga underarter finns listade i Catalogue of Life.